# Хо Джон Му
Хо Джон Му (кор. 허정무?, 許丁茂?; 13 января 1955, Чиндо, Чолла-Намдо, Южная Корея) — южнокорейский футболист, полузащитник.

## Карьера игрока
Хо Джон Му играл за ПСВ и «Ульсан Хёндэ» на позиции полузащитника. За жёсткий и энергичный стиль игры его прозвали «Джиндо» — порода собаки-охотника, которая была выведена в родном городе Хо. Он один из немногих корейских игроков, кто в 1980-х годах выступал в европейских чемпионатах. Неоднократно приглашался в сборную Южной Кореи, сыграв за неё 84 матча и забив 25 голов. Был участником чемпионата мира 1986 года в составе южнокорейской сборной, где забил 1 гол в матче против сборной Италии.

## Карьера тренера
Хо Джон Му дважды был тренером сборной Южной Кореи по футболу, а также тренировал южнокорейские клубы «Пхохан Стилерс» и «Чоннам Дрэгонз». Его команда выиграла Кубок Южной Кореи по футболу в 2006 и в 2007 годах.
Хо Джон Му был впервые назначен тренером сборной Южной Кореи в 1998 году. До этого его появления в сборной были в качестве помощника тренера и ассистента и носили временный характер. Вызов в сборную многих малоизвестных молодых игроков вместо «старых звезд» вызвал большую волну критики тренера. И после неудачного выступления на Азиатских играх 1998 года и Олимпийских играх 2000 года Хо Джон Му был заменён на Гуса Хиддинка.
После невероятного успеха Хиддинка на чемпионате мира в 2002 году с южнокорейской сборной, КФА начали нанимать иностранных тренеров, в том числе Умберту Коэлью, Дика Адвоката, Пима Вербека, но они не соответствовали успехам Хиддинка.
Раскритикованные неизвестные игроки после чемпионата мира стали «звёздами». Пак Чи Сон, в своё время самый непопулярный игрок в сборной Хо Джон Му, стал самым успешным игроком в Азии. Ли Ён Пхё и Соль Ги Хён также стали достаточно известными. Успех учеников Хо Джон Му с Хиддинком, и самого тренера в «Чоннам Дрэгонз», сделали его основным претендентом на пост главного тренера южнокорейской сборной. Ху был вновь назначен на этот пост в декабре 2007 года после отказа других кандидатов: Мика Маккарти и Жерара Улье.
В ноябре 2009 года, КФА признала Хо Джон Му тренером года, после 27 матчей подряд национальной команды без поражений.
Хо вывел команду на чемпионат мира в ЮАР, где южнокорейцы дошли до 1/8 финала.

## Голы за сборную
| #  | Дата             | Место                  | Соперник  | Голов  | Результат         | Турнир                            |
| -- | ---------------- | ---------------------- | --------- | ------ | ----------------- | --------------------------------- |
| 1  | 20 декабря 1974  | Бангкок, Таиланд       | Таиланд   | 1 гол  | 1:0 (3:1 доп. вр) | Кубок Короля 1974                 |
| 2  | 22 мая 1974      | Сеул, Южная Корея      | Бирма     | 1 гол  | 2:1               | Кубок Президента Южной Кореи 1974 |
| 3  | 4 ноября 1976    | Токио, Япония          | Япония    | 1 гол  | 2:1               | Ежегодный матч                    |
| 4  | 14 февраля 1977  | Сингапур, Сингапур     | Сингапур  | 1 гол  | 4:0               | Товарищеский матч                 |
| 5  | 20 февраля 1977  | Манама, Бахрейн        | Бахрейн   | 1 гол  | 1:1               | Товарищеский матч                 |
| 6  | 16 июля 1977     | Куала-Лумпур, Малайзия | Ливия     | 3 гола | 4:0               | Мердека-кап                       |
| 7  | 17 июля 1977     | Куала-Лумпур, Малайзия | Малайзия  | 1 гол  | 1:1               | Мердека-кап                       |
| 8  | 3 сентября 1977  | Сеул, Южная Корея      | Таиланд   | 2 гола | 3:1               | Кубок Президента Южной Кореи 1977 |
| 9  | 4 декабря 1977   | Пусан, Южная Корея     | Гонконг   | 1 гол  | 5:2               | Отборочный турнир к ЧМ—1978       |
| 10 | 13 сентября 1978 | Тэгу, Южная Корея      | Бахрейн   | 1 гол  | 3:1               | Кубок Президента Южной Кореи 1978 |
| 11 | 12 декабря 1978  | Бангкок, Таиланд       | Кувейт    | 1 гол  | 2:0               | Летние Азиатские игры 1978        |
| 12 | 25 декабря 1978  | Манила, Филиппины      | Макао     | 1 гол  | 4:1               | Отборочные игры к кубку Азии 1980 |
| 13 | 29 декабря 1978  | Манила, Филиппины      | Китай     | 1 гол  | 1:0               | Отборочные игры к кубку Азии 1980 |
| 14 | 8 сентября 1979  | Сеул, Южная Корея      | Судан     | 1 гол  | 8:0               | Кубок Президента Южной Кореи 1979 |
| 15 | 8 сентября 1979  | Инчхон, Южная Корея    | Бангладеш | 3 гола | 9:0               | Кубок Президента Южной Кореи 1979 |
| 16 | 6 апреля 1985    | Сеул, Южная Корея      | Непал     | 2 гола | 4:0               | Отборочный турнир к ЧМ—1986       |
| 17 | 30 июля 1985     | Джакарта, Индонезия    | Индонезия | 1 гол  | 4:1               | Отборочный турнир к ЧМ—1986       |
| 18 | 3 ноября 1985    | Сеул, Южная Корея      | Япония    | 1 гол  | 1:0               | Отборочный турнир к ЧМ—1986       |
| 19 | 10 июня 1986     | Пуэбла, Мексика        | Италия    | 1 гол  | 2:3               | Чемпионат мира по футболу 1986    |

## Государственные награды
- Орден «За спортивные заслуги» 3 класса Республики Корея — орден Могучего слона (9 марта 1979)
- Орден «За спортивные заслуги» 4 класса Республики Корея — орден Белого коня (6 октября 1986)